# Disjunção prismática

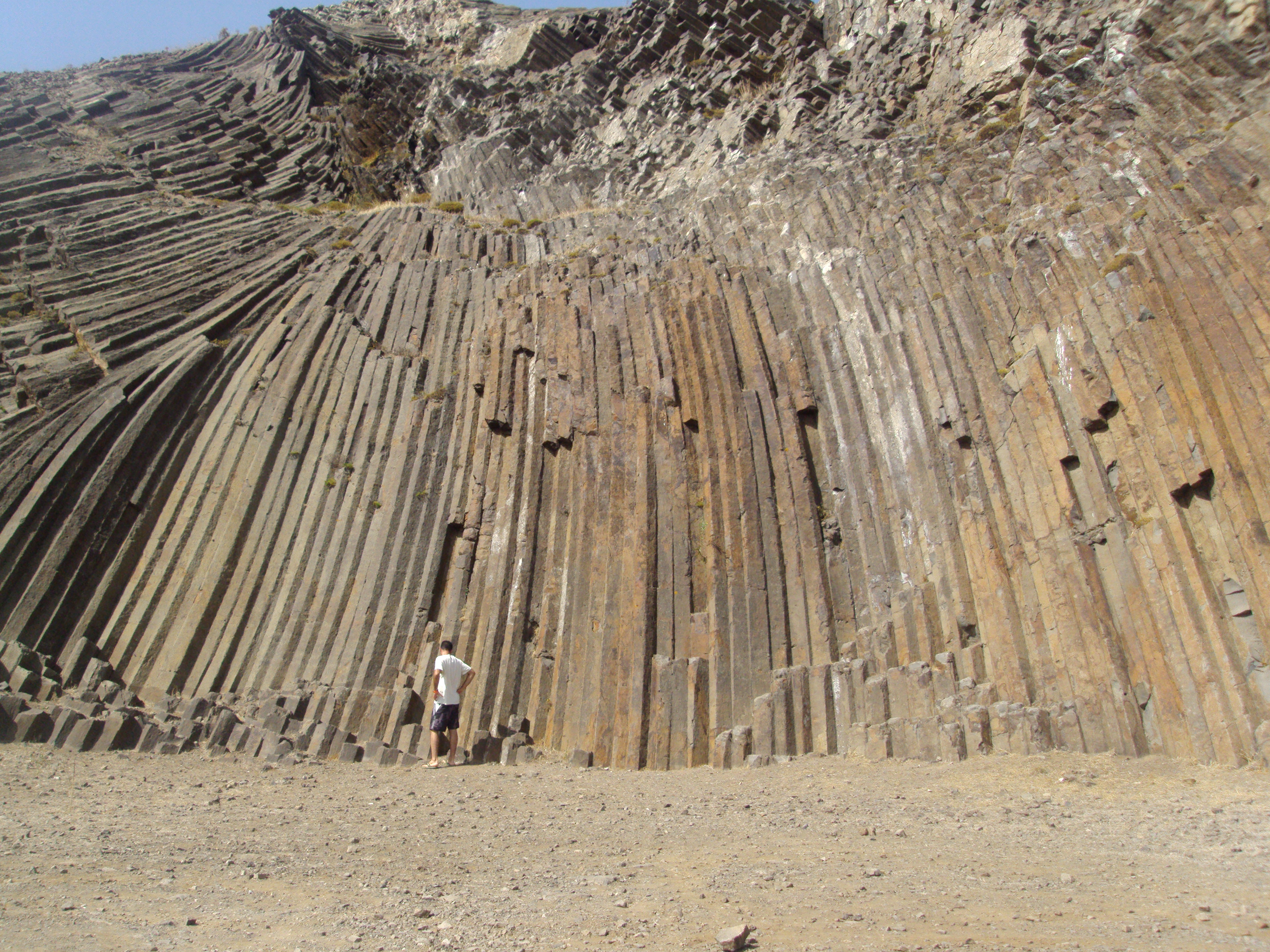
Disjunção colunar em basaltos da ilha de Porto Santo.

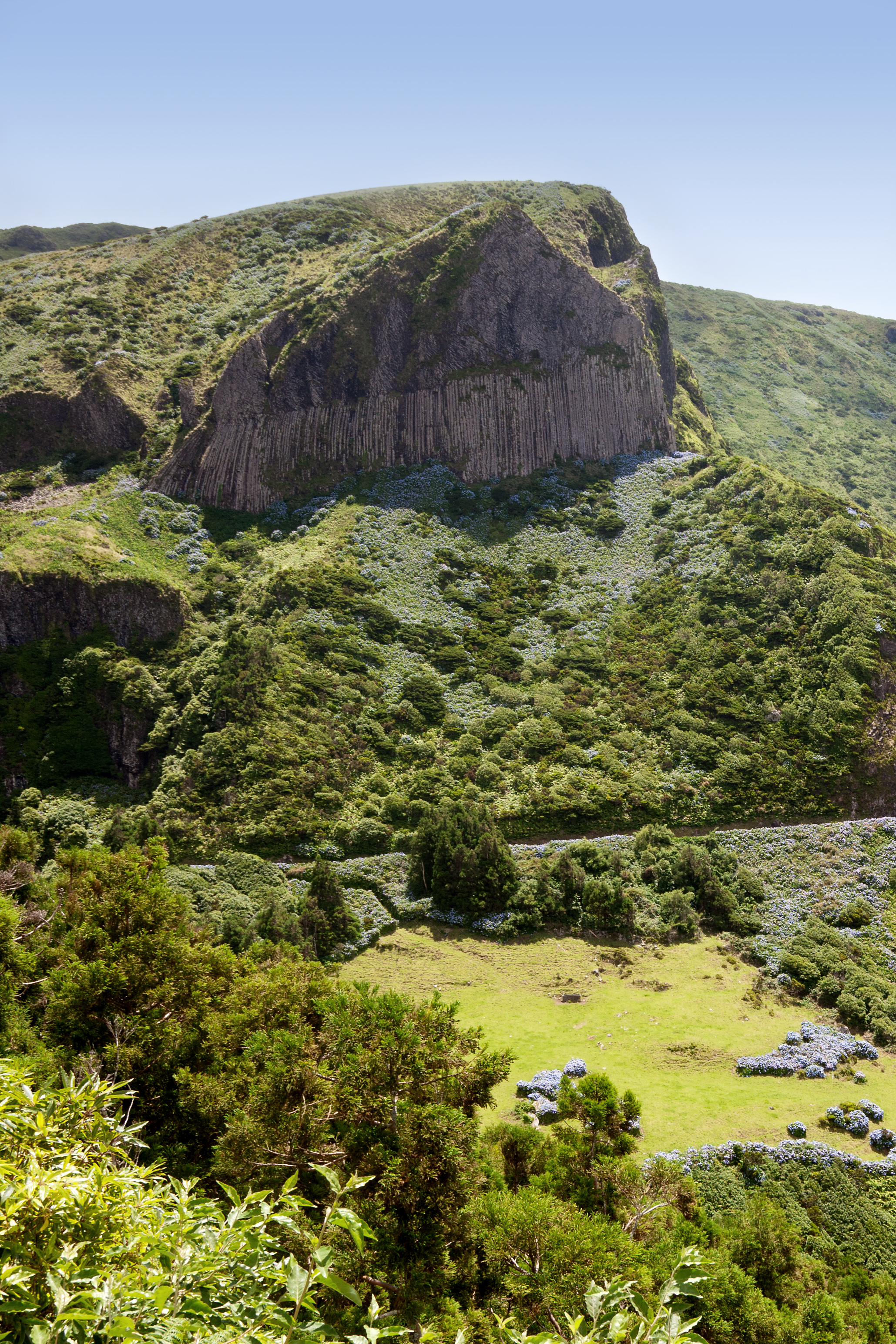
Rocha dos Bordões, ilha das Flores, nos Açores.

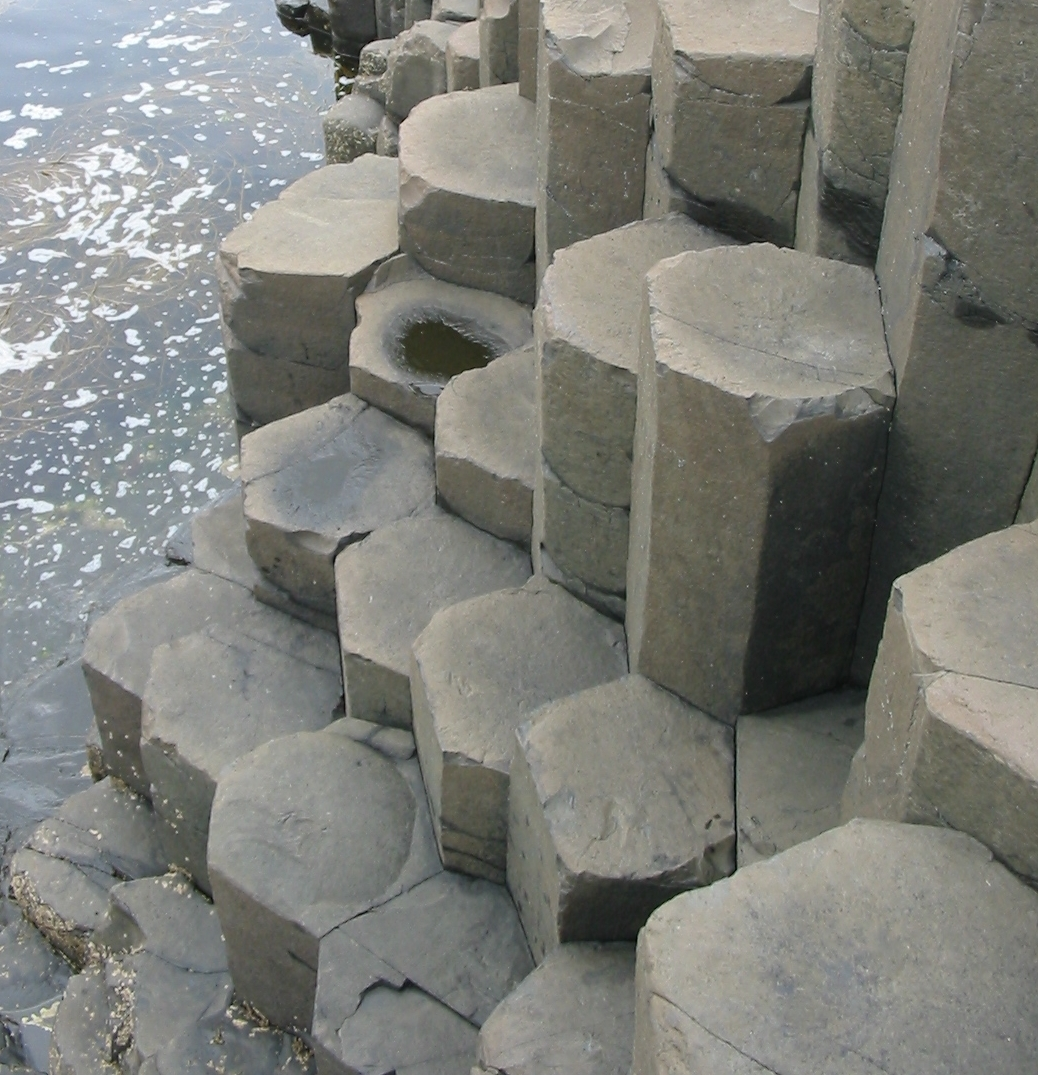
Disjunção na Calçada dos Gigantes na Irlanda do Norte.

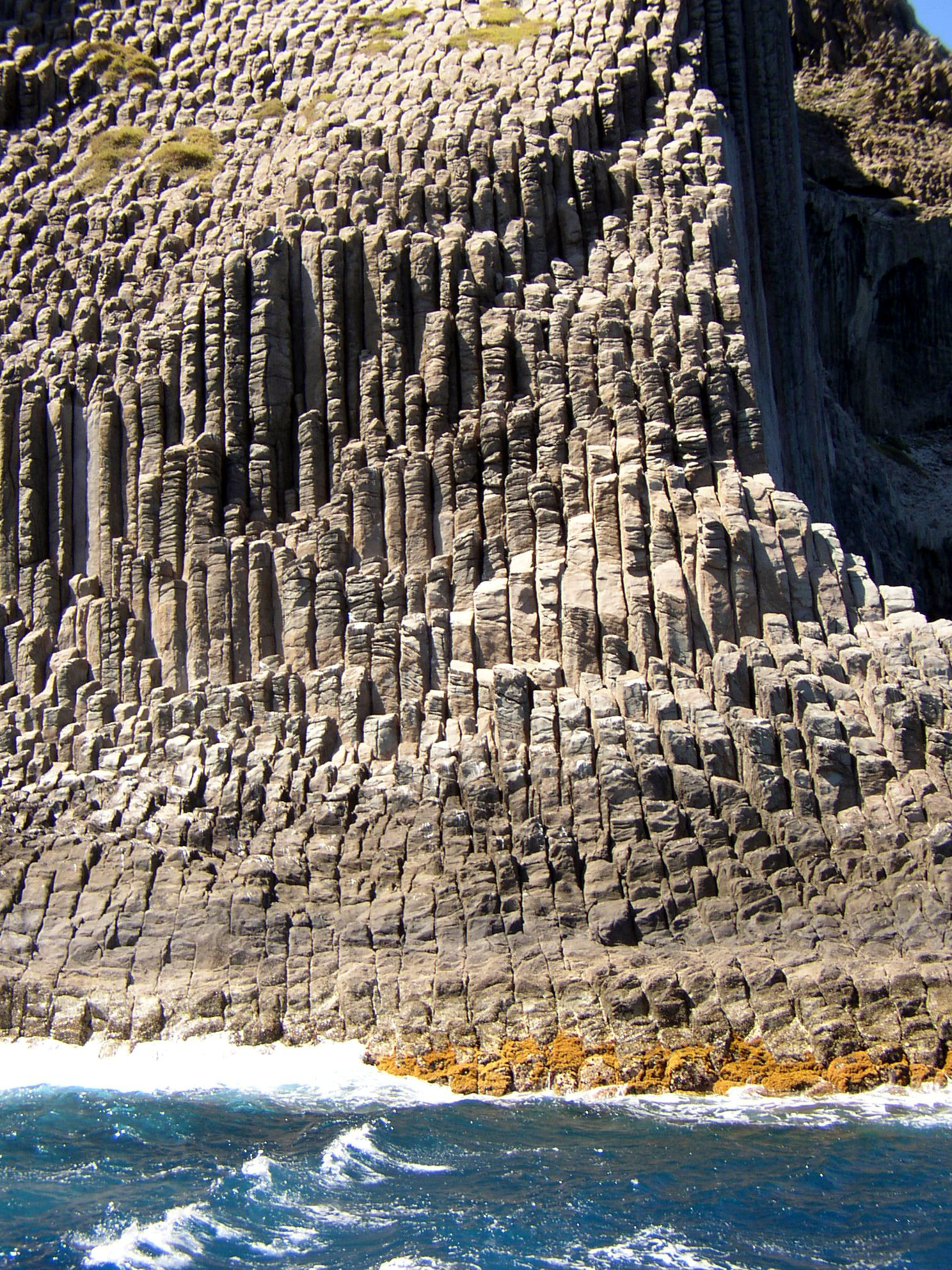
Los Organos em La Gomera, Canárias.

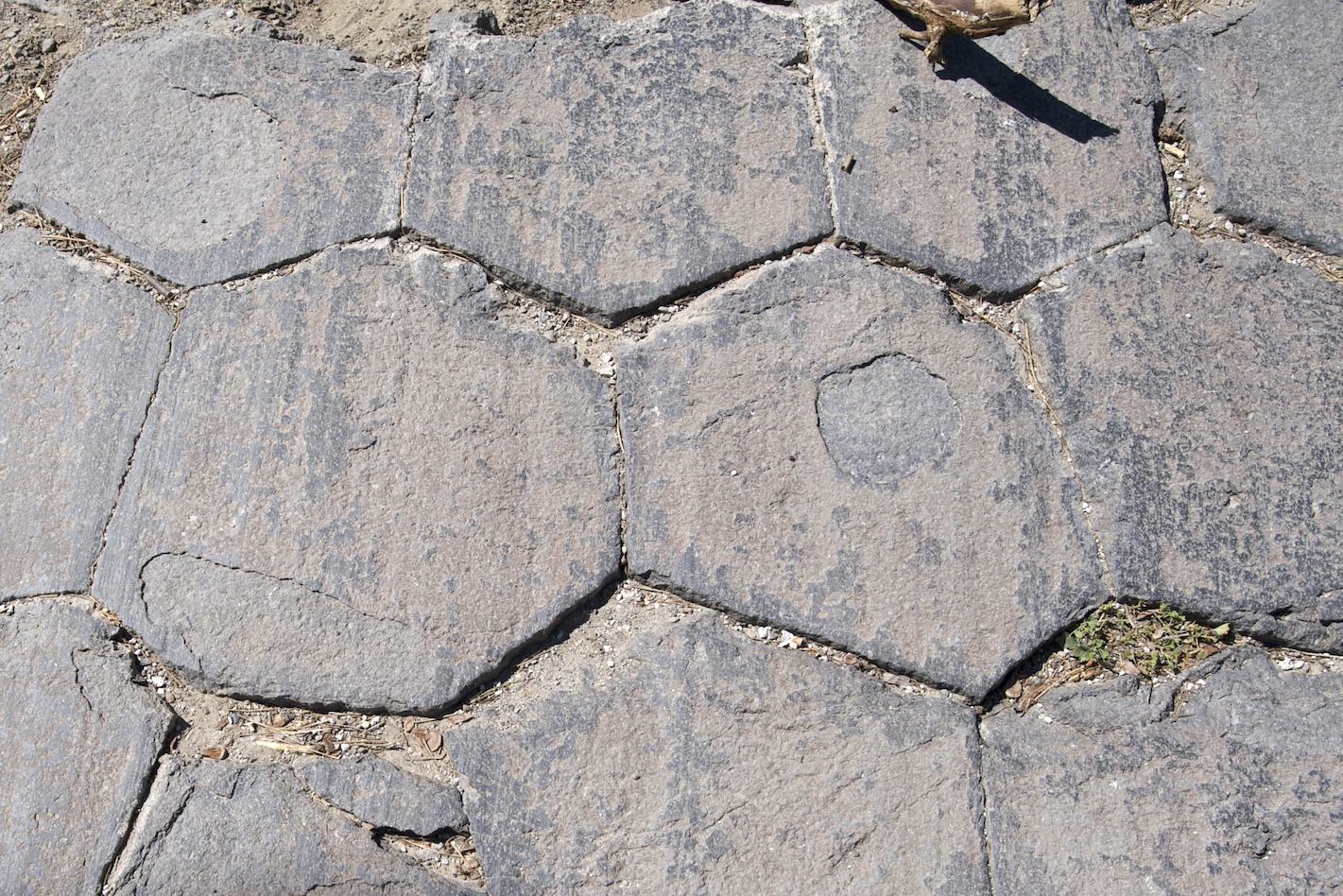
Vista perpendicular dos planos de diaclase (basaltos do Monumento Nacional Devils Postpile (Califórnia, Estados Unidos) em secção exposta pela erosão glaciar.

Disjunção prismática, ou disjunção colunar, é a designação dada em geologia e geomorfologia às formações constituídas por grandes prismas de rocha separadas por diaclases paralelas que se formam em resultado das tensões que se geram durante o processo de arrefecimento de massas de magma ou lava. Dada a sua origem, as formações colunares resultantes ocorrem exclusivamente em rochas ígneas do tipo vulcânico e subvulcânico, sendo mais frequente nos basaltos, especialmente quando em escoadas lávicas espessas, em lagos de lava ou no material que preenche as chaminés vulcânicas. Quando o material arrefece em camadas de espessura uniforme, as diaclases formam-se perpendicularmente à superfície de arrefecimento e resultam na formação de estruturas colunares aprumadas, de lados perfeitamente paralelos e secção perfeitamente hexagonal, razão pela qual as colunas de 6 lados são as de ocorrência mais comum. Quando a espessura varia lateralmente, formam-se colunas que podem variar em direcção e em espessura e apresentar diferente número de lados, mais frequentemente de 5 a 7.

## Descrição
É um tipo de ocorrência geológica que acontece durante o processo de arrefecimento do magma ou da lava. Com o arrefecimento, o material rochoso resultante da solidificação contrai-se gerando tensões internas que se traduzem em forças que geram planos de fractura, denominados juntas ou diaclases, perpendiculares à superfície principal de arrefecimento. Essas fracturas estendem-se pela massa rochosa adentro, resultando na formação de colunas paralelas umas as outras e perpendiculares à superfície do fluxo, sendo estas colunas geralmente poligonais (frequentemente com seis lados).
As colunas podem variar entre os mais de 3 metros e alguns centímetros de diâmetro e podem atingir mais de 30 metros de comprimento. Tipicamente as colunas são estruturas prismáticas paralelas entre si, de tamanho relativamente uniforme e direitas, mas podem ser curvadas e variar em diâmetro. O número de lados de cada um dos prismas pode variar de 3 a 8 faces, sendo 6 faces a tipologia mais comum.
A disjunção prismática pode ocorrer em escoadas de lava, lâminas de intrusão, diques, intrusões superficiais e despósitos de ignimbritos.
As rochas ígneas nas quais se desenvolvem estruturas colunares com maior frequência são as rochas basálticas, dando lugar às conhecidas colunatas basálticas, mas podem ocorrer em rochas vulcânicas e subvulcânicas com outras composições, nomeadamente andesítica, dacítica, riolítica e lamproítica.
Entre os exemplos mais conhecidos de formações geológicas exibindo disjunções prismáticas contam-se o Monumento Nacional Devil's Postpile, o Monumento Nacional Torre do Diabo, a Rocha dos Bordões e a Calçada dos Gigantes.
A semelhança destas formações com um órgão de tubos conduziu a que estas estruturas fossem denominadas na linguagem corrente por órgãos, o que se reflecte na toponímia de diversas regiões, com destaque para as Canárias (Los Organos, La Gomera) e Cabo Verde (São Lourenço dos Órgãos).

## Ocorrências de disjunção prismática
Os basaltos colunares ocorrem com alguma frequência dando origem a estruturas que pelas suas características aparentem ser obra de processos não naturais. Constituem assim postos importantes de visitação, estando nalguns casos associadas a pontos turísticos de grande relevo.
Nos territórios lusófonos existem interessantes ocorrências na Rocha dos Bordões (ilha das Flores, Açores), na ilha do Porto Santo, na ilha Terceira (costa da Fajãzinha da Agualva e bordo sueste da Caldeira Guilherme Moniz) e no Penedo de Lexim (Mafra). Outros lugares famosos incluem a Calçada do Gigante na Irlanda do Norte e a Gruta de Fingal (Fingal's Cave) na ilha de Staffa, Escócia. Também são famosas as ocorrências na Devils Tower em Wyoming, no Devils Postpile na Califórnia nos basaltos de inundação da bacia do Rio Columbia no Oregon, Washington e Idaho.

### Rocha dos Bordões
A Rocha dos Bordões, assim conhecida pelas enormes colunas de basalto que quando vistas à distâncias parecem gigantescos bordões, é uma formação geológica constituída por um espesso manto de traquibasalto, localizado no sítio denominado por Cabo Baixo das Casas, na freguesia do Mosteiro, concelho das Lajes das Flores, Açores.

### Penedo de Lexim
O Penedo do Lexim é uma estrutura geológica localizada no concelho de Mafra, actualmente classificada como geomonumento, constituída pelos restos de uma chaminé vulcânica na qual o magma sofreu arrefecimento lento e gerou minerais bem desenvolvidos num rochedo formado por colunas prismáticas. Para além do seu interesse geológico, é um importante sítio arqueológico, considerado um dos pontos-chave para a compreensão do Neolítico e da Idade do Cobre na Península Ibérica. Foi utilizado durante o Neolítico final, Calcolítico e Idade do Bronze, épocas das quais restam artefactos diversificados.

### Ponta da Ajuda
Ponta da Ajuda, freguesia de Fenais da Ajuda, ilha de São Miguel, Açores.

### Torre do Diabo
A Torre do Diabo (em inglês:  Devils Tower, no estado de Wyoming (Estados Unidos) é uma estrutura subvulcânica com cerca de 40 milhões de anos de idade e 382 metros  de altura. É consenso entre os geólogos que as rochas que formam a Devils Tower solidificaram a partir de uma intrusão, mas não é claro que o magma que a formou tenha atingido a superfície. A maioria das colunas apresenta 6 lados, mas ocorrem prismas com 4, 5 e 7 lados.

### Calçada do Gigante
A Calçada do Gigante (em inglês:  Giant's Causeway; em irlandês:  Clochán An Aifir) na costa norte do Condado de Antrim da Irlanda do Norte foi criado por actividade vulcânica, ocorrida há cerca de 60 milhões de anos atrás, e consiste em mais de 40 000 colunas. Conta a lenda que o gigante Finn McCool construiu a Calçada do Gigante como um calçada para chegar à Escócia.

### Traps do Decão
Os basaltos de inundação do final do Cretácio que formam os Traps do Decão (Decão, Índia) constituem uma das mais extensas províncias vulcânicas da Terra. Nas gigantescas formações basálticas daquela região encontram-se alguns exemplos de basaltos colunares, com destaque para os basaltos das Ilhas Santa Maria (em canarês: ಸೈಂಟ್ ಮೇರೀಸ್ ದ್ವೀಪ), no estado de Carnataca.

### Marte
Foram descobertas no planeta Marte diversas áreas de exposição de basalto colunar nas imagens da câmara High Resolution Imaging Science Experiment (HiRISE), enviada a bordo do Mars Reconnaissance Orbiter (MRO).